# Agnesiella aldera
Agnesiella aldera är en insektsart som beskrevs av Thapa. Agnesiella aldera ingår i släktet Agnesiella och familjen dvärgstritar. Inga underarter finns listade i Catalogue of Life.